# 대산지방해양수산청
대산지방해양수산청(大山地方海洋水産廳, Daesan Regional of Oceans and Fisheries)은 대한민국 해양수산부의 소속기관이다. 2015년 1월 6일 발족하였으며, 충청남도 서산시 홍천로 42에 위치하고 있다. 청장은 서기관 또는 기술서기관으로 보한다.

## 직무
- 해상운송사업, 선박 등록 및 검사
- 선원근로감독 등 선원 관련 업무
- 항만 운영 및 연안역 관리
- 전산기기 운영·관리와 전산업무 개발
- 항만건설공사, 항만재개발 및 항만시설 유지·보수
- 어항의 건설 및 관리
- 항로표지시설 설치·유지 및 보수
- 공유수면 관리·매립 및 연안 관리
- 해양환경보전
- 어업경영체의 등록 및 관리
- 자율관리어업공동체 지도에 관한 사항

## 연혁
- 1992년 2월 1일: 군산지방해운항만청 소속으로 대산출장소 설치.
- 1996년 3월 14일: 대산지방해운항만청으로 승격.
- 1996년 8월 8일: 해양수산부 소속으로 변경.
- 1997년 5월 24일: 대산지방해양수산청으로 개편.
- 1999년 5월 24일: 위성항법중앙사무소 설치.
- 2001년 1월 1일: 책임운영기관으로 지정. 소속기관으로 보령수산기술관리소 설치.
- 2004년 2월 2일: 보령수산기술관리소를 보령해양수산사무소로 개편.
- 2006년 3월 3일: 태안해양수산사무소 설치.
- 2008년 2월 29일: 국토해양부 소속 대산지방해양항만청으로 개편. 보령·태안해양사무소 폐지.
- 2013년 3월 23일: 해양수산부 소속으로 변경.
- 2015년 1월 6일: 대산지방해양수산청으로 개편.
- 2017년 1월 1일: 책임운영기관 지정해제.

## 관할구역
- 경기도[1]
- 충청남도 평택항·당진항

## 조직

### 청장
- 운영지원과[2]
- 선원해사안전과[2]
- 항만물류과[2]
- 해양수산환경과[2]
- 항만건설과[2]
- 항로표지과[2]

## 같이 보기
- 대산항해상교통관제센터